# 奥林匹克级邮轮
奥林匹克级郵輪（英語：Olympic-class ocean liners）是北愛爾蘭哈兰·沃尔夫船厂为英国白星航运公司建造的豪华邮轮。该级别的邮轮共有三艘，分别是奥林匹克号、泰坦尼克号和不列颠号，尽管三艘之中的泰坦尼克号和不列颠号都在投入使用不久就因事故沉没，然而奥林匹克级邮轮仍是当时的邮轮中体积最大也最豪华的型号。

## 历史

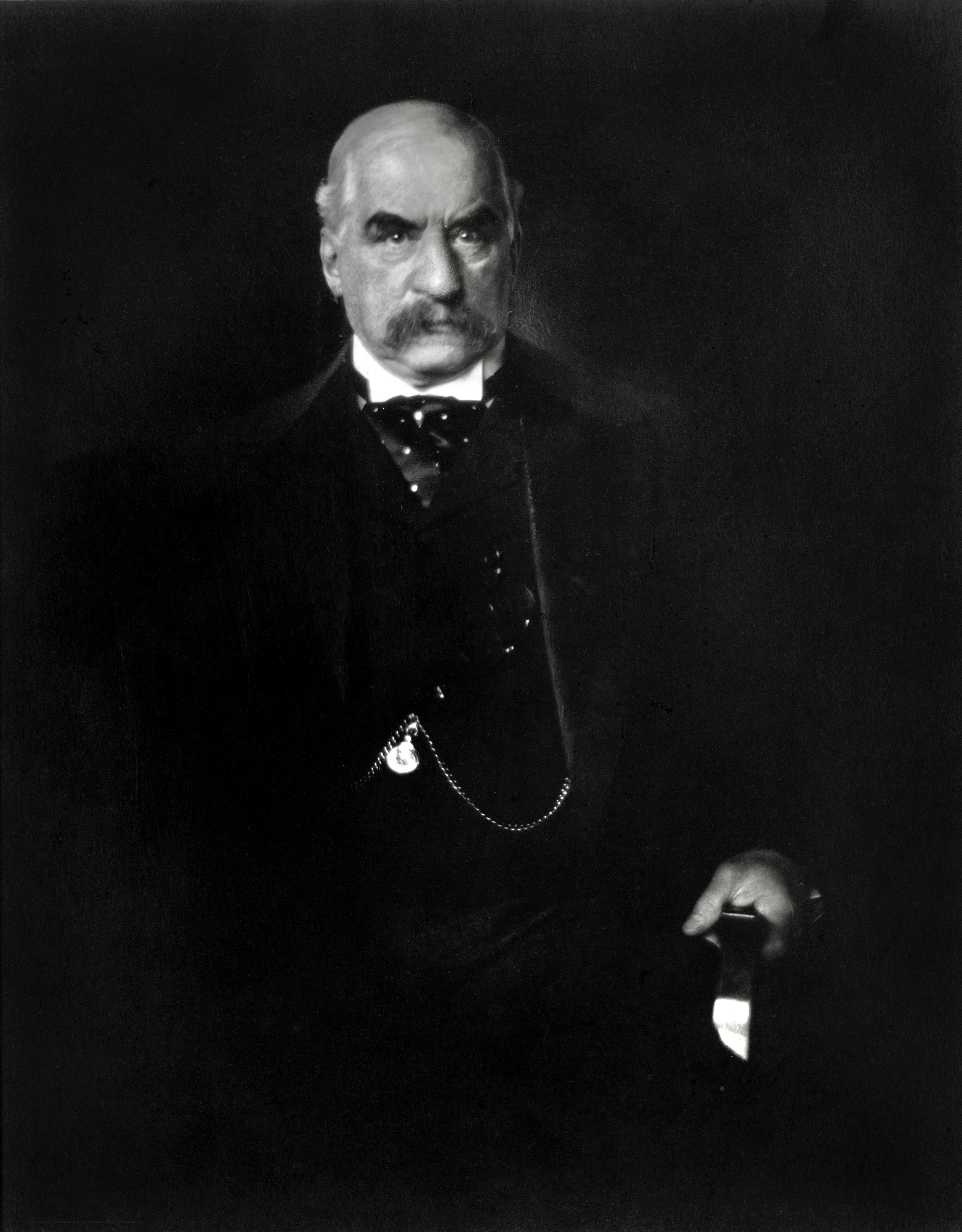
投資建造奥林匹克级郵輪的國際商業海洋公司所有權者約翰·皮爾龐特·摩根。

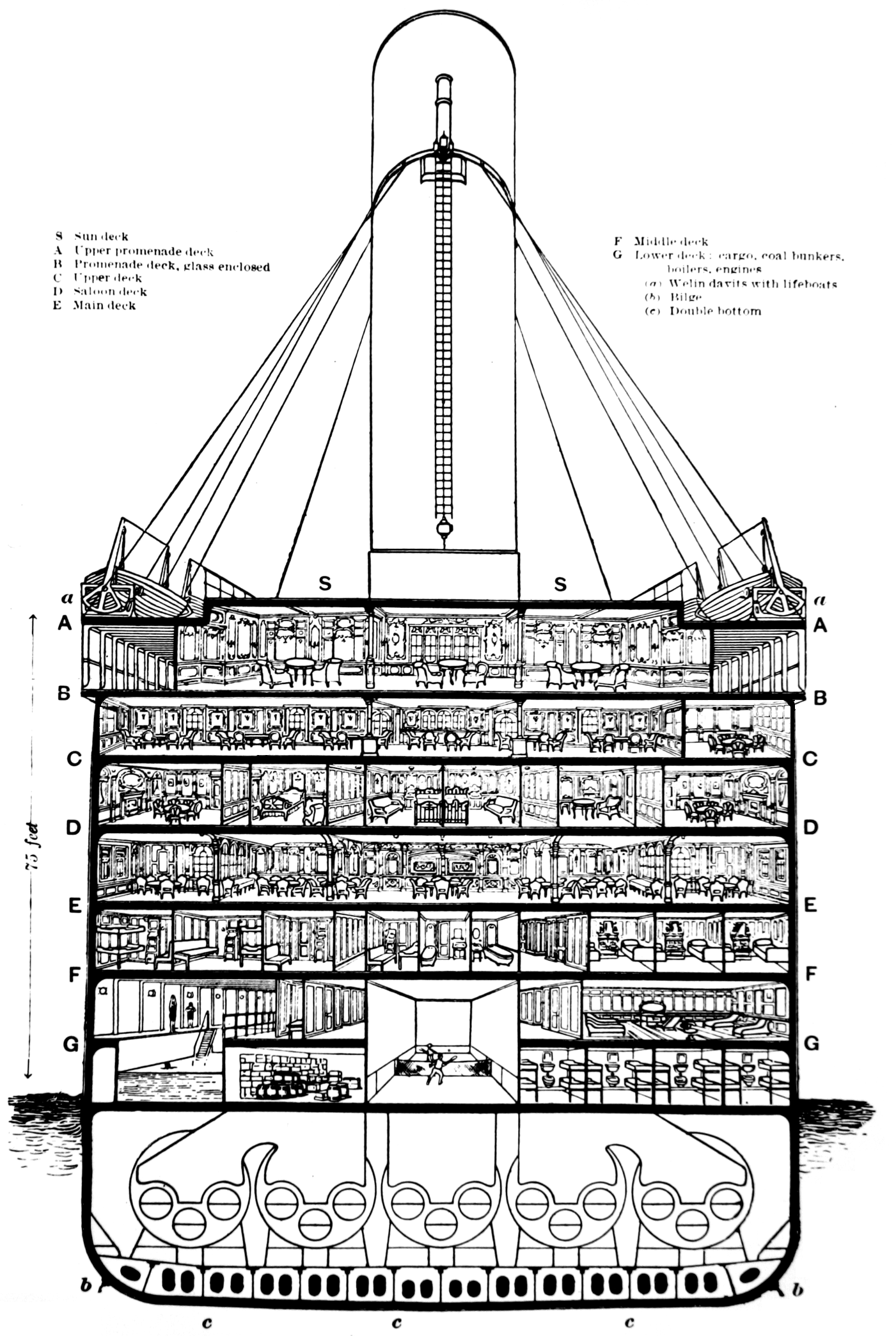
奥林匹克级郵輪的剖面圖。

20世紀初，美國歷史上著名富翁之一約翰·皮爾龐特·摩根想出壟斷橫渡大西洋航線的念頭，並成立國際商業海洋公司，一家地購買最感興趣的郵船公司，並於1901年買下了雷蘭航運（Leyland Line），1902年買下了白星航運公司。白星航运的竞争对手冠達郵輪董事長因弗克萊德勳爵因此向英國政府尋求援助。面對走向低谷的英國郵輪船隊和隨之而來國家聲望的喪失，英國國會感到這是對於大英帝國的嚴重恥辱，於是決定捍衛冠達郵輪。1903年6月，英國政府與冠達郵輪簽定為期20年的合同和260萬英鎊的貸款，每年向其公司提供15萬英鎊的支援，並鼓勵冠達郵輪建造量艘當時世界上最大的郵船。作為回報，這些艦艇將按照海軍部的規格建造，以便在戰時用作輔助巡洋艦，最終在1907年，冠達推出两艘新型快速邮轮卢西塔尼亚号和毛里塔尼亚号，投入跨大西洋航线。

## 起源和建造
為了抗衡冠達航運，國際商業海洋公司在紐約與德國兩大對手簽署了「德國—摩根合作協議」。1907年，約翰·皮爾龐特·摩根與白星航運董事長布魯斯·伊斯梅商討對策，最終決定建造3艘全新的大型遠洋客輪來超越競爭對手。布魯斯·伊斯梅喜歡在規模上而不是在速度上與對手競爭，決定打造一種全新規模的內部裝潢，要比以往任何時候都更宏偉，並使公司成為舒適和奢華的代名詞白星航運尋求升級船隊，主要是提升船隻的尺寸，並將旗下服役最久的一對客輪——1889年的條頓人號和1890年的至尊號退役淘汰，分別由全新的奧林匹克號和鐵達尼號取代。
這些新船是由大不列顛及愛爾蘭聯合王國貝爾法斯特哈蘭德與沃爾夫造船廠建造的，白星航運自從1867年就與這家工廠建立長期的關係，授權獨家設計並建造旗下所有船隻。在設計船舶方面，白星航運給予哈蘭德與沃爾夫造船廠很大的自由度，通常由白星航運勾勒出一個總體概念，再交由造船廠完成船舶設計。成本因素在討論過程中佔的比重相對較低，而且白星航運授權該廠無上限的造船經費，最終再加上5%的利潤。以奧林匹克號來說，設計及建造成本為300萬英鎊（幣值相當於2015年的2.5億英鎊），這筆經費加上「合約額外費用」和5%利潤後，即是造船廠的酬勞。設計、建造以及出廠後的航運資金，皆由美國母公司國際商業海洋公司提供。
其中奧林匹克級郵輪的第一艘取名為「奧林匹克號」，布魯斯·伊斯梅將第二艘新船取名為「鐵達尼號」，這個名字源於希臘神話中的泰坦神族，取其「巨大」的意思；第三艘後來則取名為「不列顛號」。白星航運與英國皇家郵政簽約，意味著奧林匹克級郵輪投入營運後皆會在船名冠上前綴「英國皇家郵輪（RMS）」。

### 施工・下水・裝修
1908年7月29日，哈蘭德與沃爾夫造船廠向布魯斯·伊斯梅和其他白星航運公司的高級主管們提交了工程圖。布魯斯·伊斯梅批准設計，並在兩天後簽署了三份協議書，授權開工建造。由於鐵達尼號和奧林匹克號空前的巨大規模，對建造商哈蘭德與沃爾夫造船廠構成重大的工程挑戰；在此之前，沒有任何造船商曾試圖建造這種尺寸的船隻。奧林匹克級郵輪都是在女王島（Queen's Island）建造的，現在被稱為貝爾法斯特港的鐵達尼區。哈蘭德與沃爾夫造船廠不得不拆除三座原有的船台，擴大作業基地，來建造這三艘當時規模最大的新船。他們委託威廉·阿羅爾爵士公司先建造兩座巨大的龍門起重機來實現施工條件；這家蘇格蘭建築公司曾負責興建福斯橋和倫敦塔橋。新的龍門起重機長260公尺、寬82公尺、高69公尺，重達6,096公噸，它容納了許多移動式起重機。此外，造船廠還從德國運來1臺能夠抬升200噸重量的獨立浮吊式起重機。
鐵達尼號和奧林匹克號的建造幾乎是並行的：1908年12月16日奧林匹克號首先鋪設龍骨，1909年3月31日鐵達尼號鋪設龍骨。這兩艘船需要大約26個月的時間才能完工，並遵循相同的施工流程。它們的設計基本上是一個巨大的浮動箱形梁，龍骨和船體的框架形成骨幹。在船的底部，深1.6公尺的雙層底板支撐著300個框架，每個框架之間的距離分別為61公分和91公分，總測量長度約為20公尺。結構延伸至B層甲板，並用鋼板覆蓋，這些鋼板形成了船體外殼，兩艘船分別在1910年10月20日與1911年5月31日下水，而不列顛號的建造則是在1911年11月30日鋪設龍骨，直到1914年2月26日才下水。
- 1910年，建造中的奧林匹克號（右）與鐵達尼號（左）
- 1911年，下水儀式前的鐵達尼號
- 1914年，建造中的不列顛號

## 详细设计

### 動力
奧林匹克級郵輪上裝備了3臺主發動機——2臺往復式四缸三脹蒸汽機和1臺低壓蒸汽渦輪發動機，每臺渦輪機都驅動螺旋槳。2臺往復式發動機的總產量為30,000匹馬力，渦輪發動機則能產生16,000匹馬力。白星航運在早期客輪勞倫蒂克號上採用相同的發動機組合，並取得巨大的成功。它提供了性能和速度的完美結合；往復式發動機本身的動力不足以推動奧林匹克級郵輪所需的轉速，而蒸汽渦輪發動機雖然足夠強大，但會造成令乘客不舒適的震動，這是冠達航運旗下全渦輪客輪盧西塔尼亞號和茅利塔尼亞號所遇到的問題。白星航運將往復式發動機與蒸汽渦輪發動機組合在一起，在製造相同數量的蒸汽下，可以減少燃料使用量，還能增加動力。
。
- 奧林匹克級郵輪上的中央螺旋槳和側翼螺旋槳[14]
- 已組裝完成的20個鍋爐，它們準備安裝到鐵達尼號上
- 奧林匹克級郵輪上的400kw蒸氣發電機

#### 水密艙室・煙囪
奧林匹克級郵輪的內部都劃分為16個水密艙室，每個隔艙都建造一個與船體寬度相符的防水艙壁；總共有15道，每道艙壁的高度至少都延伸至E層甲板底部，通常是和一個甲板連結，或者在水線高度以上約3.4公尺。最靠近船首的2道防水艙壁和最靠近船尾的6道防水艙壁進一步加高，與D層甲板相連。每道艙壁都有垂直滑動水密門可以密封，底艙頂板上的發動機室和鍋爐房有11道垂直關閉的水密門，可以在艦橋用離合器來遠距離控制，如果有水存在，地板下的浮標會啟動自動關閉，或由船員手動關閉。這些關閉動作約有30秒的間隔，每個鍋爐房、發動機室和類似的水密隔艙中都設有梯子或逃生裝置，提供警告和緊急逃生的緩衝時間，使機艙船員不會被水密門困住。在底艙頂板上方、最下甲板、F層甲板和E層甲板上，水密門是水平關閉並手動操作的，它們可以在門上或從上面的甲板上關閉。

#### 供水・通風・加熱
奧林匹克級郵輪配備了獨立自來水系統，能夠透過複雜的管道和閥門網路將水加熱並泵入船舶的所有部分。當鐵達尼號進入港口時便會補給主要供水，但在緊急情況下，她也可以從海水中蒸餾出淡水，儘管這並不是一個簡單的過程，因為鹽沉積物很快就會堵塞蒸餾系統。由電風扇驅動的絕緣管道網路圍繞船舶輸送暖風；頭等艙客房內還配有額外的電熱器。

## 尺寸和佈局
所有三艘奧林匹克級郵輪都有10層甲板（艦橋、海官起居艙、健身房等小艇甲板上的建物頂部除外），其中8層供乘客使用。除了主樓梯、電梯、通風井等垂直結構外，每層的格局設計都不相同。從上到下的各層甲板是：

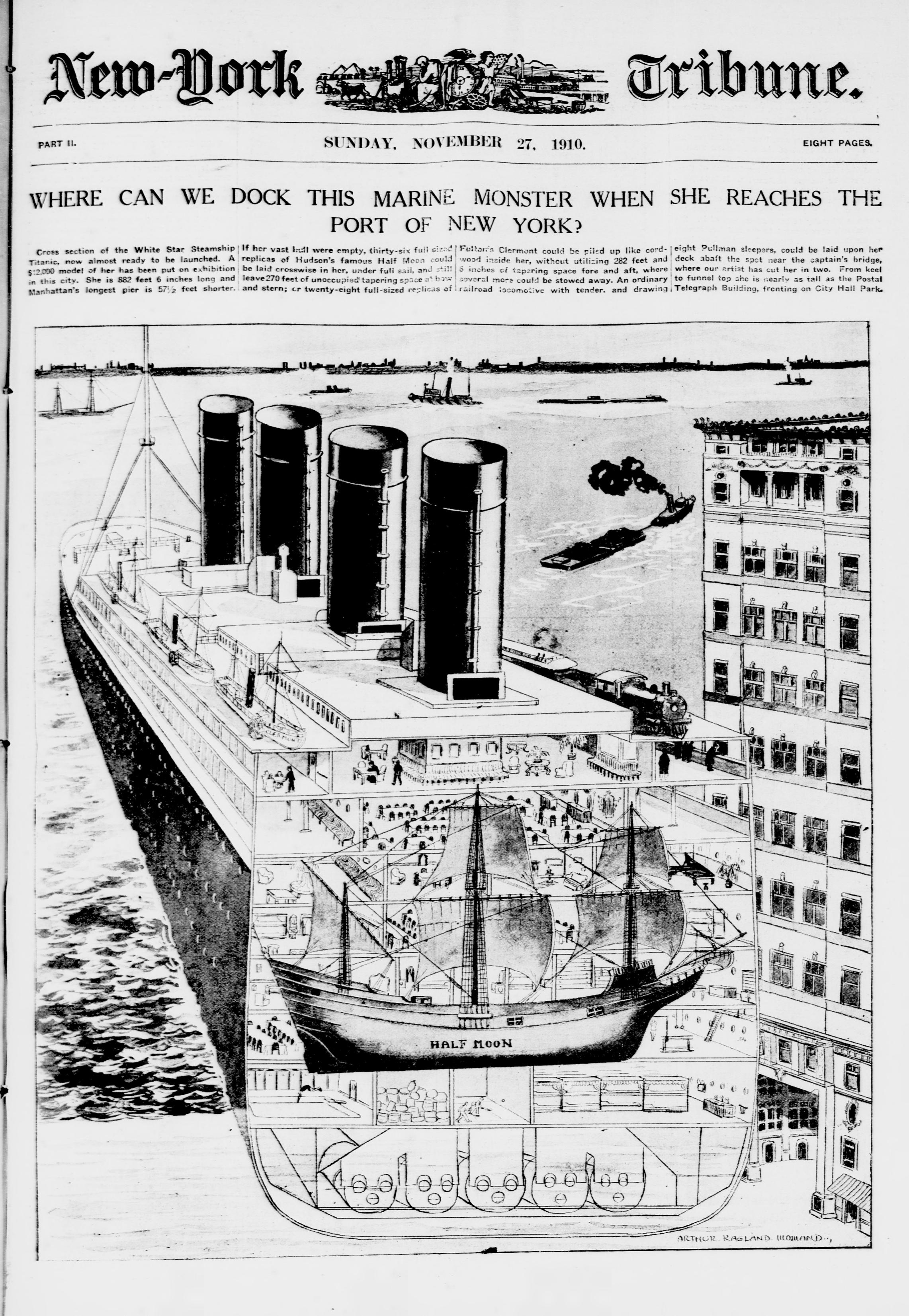
《紐約論壇報》在1910年11月27日的頭版，該報標題「當她到達紐約港時，我們可以在哪裡停靠這個海怪？」，即在討論奧林匹克級郵輪的巨大尺寸。

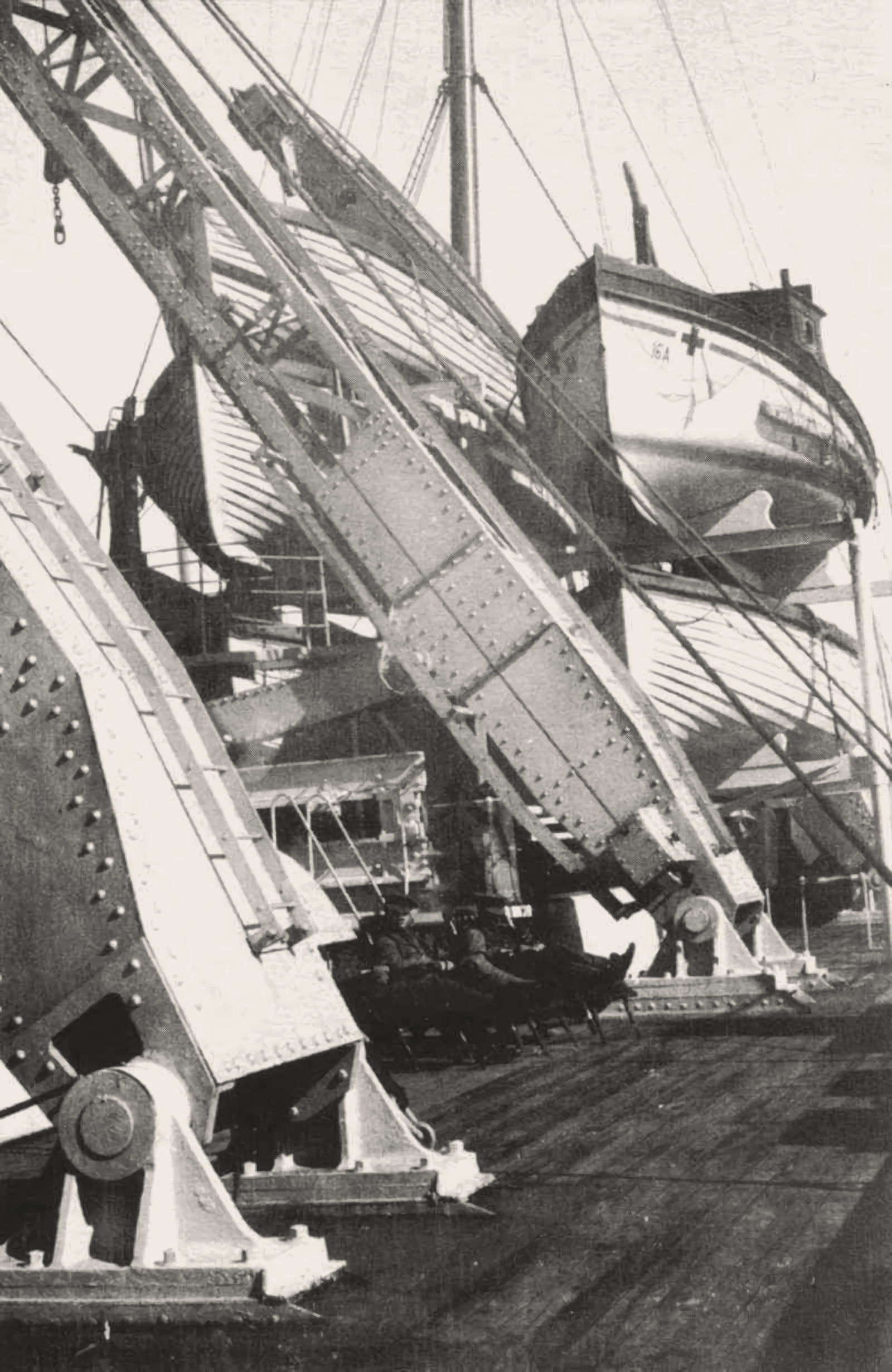
不列顛號的小艇甲板。

#### 小艇甲板

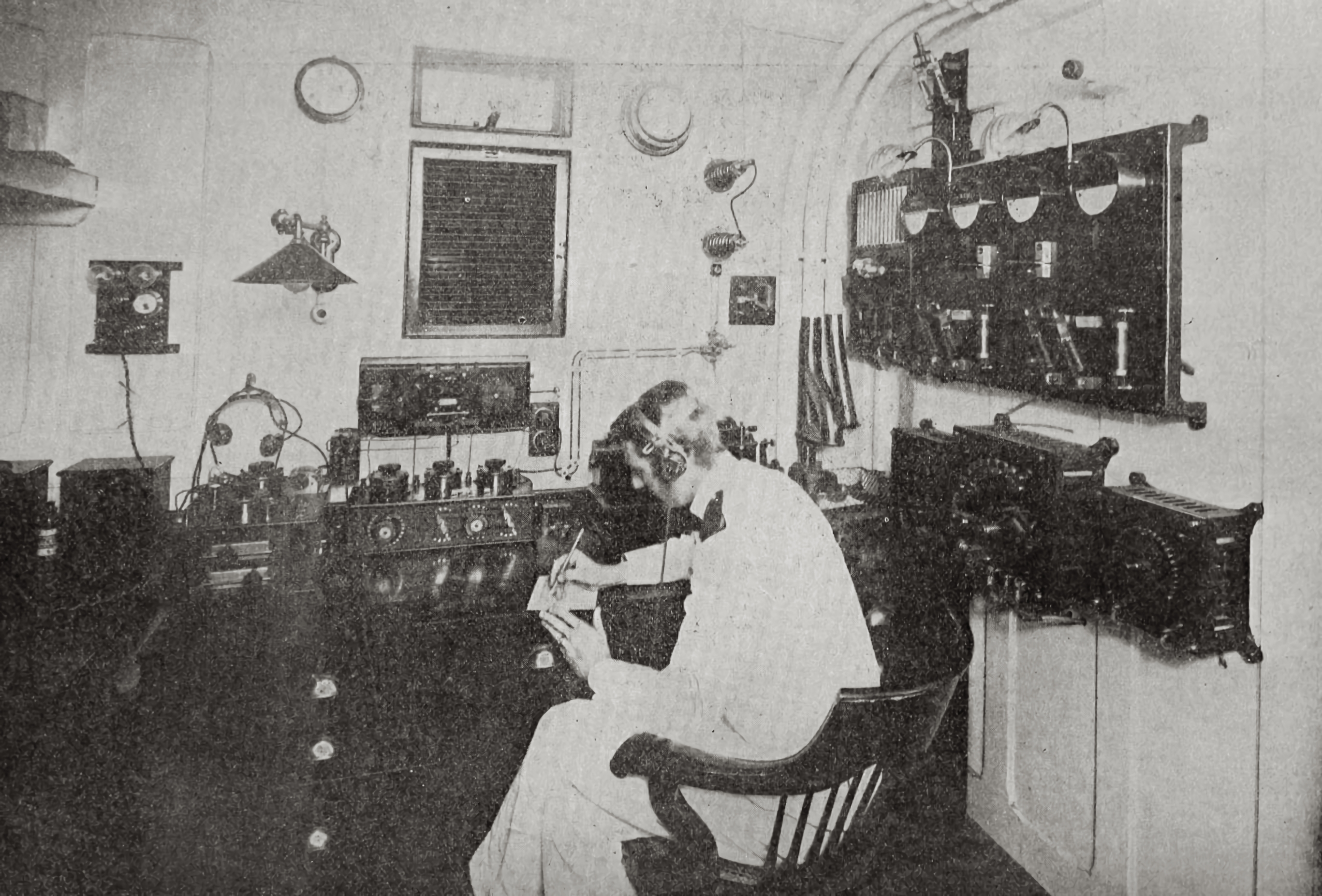
奧林匹克號的馬可尼電報室。

又稱頂層甲板（Top Deck），是10層甲板中位置最高的，它是一個未覆蓋的甲板。兩側排列了全部的救生艇，艦橋位於最前端，並向兩側延伸，以便在接駁時控制船舶，距離船首57公尺；後方是操舵室，包含舵輪和轉向羅盤；操舵室後方緊鄰海圖室和舵手休息室。右舷一側由前往後是導航室、船長辦公室、船長寢室、船長浴室、四副寢室和海員吸煙室。左舷一側由前往後是大副寢室、一副寢室、二副寢室、三副寢室、五副寢室和六副寢室。後端中央是馬可尼電報室（包含隔音室、操作室和電報員寢室）。以上整體為海官起居艙。。

#### A層甲板
又稱散步甲板，沿著整個上層建築的長度延伸，它的形狀不規則。前方有34間頭等艙客房，還有一些公共房間供頭等艙乘客使用。甲板室外面是一條寬闊而封閉的海濱長廊，僅提供給頭等艙乘客；它的前端位於船的兩側，安裝了帶有滑動窗戶的鋼製隔板，可免受惡劣天氣影響。整個A層甲板的活動空間都專屬於頭等艙乘客。。

#### B層甲板
又稱荍艛甲板（Bridge Deck），是最重的承重甲板，構成了船舶堅固結構的頂層甲板。這一層有97個頭等艙客房，包括6間宮殿式套房；其中鐵達尼號增設的「豪華客廳套房」及「豪華漫步套房」擁有私人海濱走廊。。

#### C層甲板
又稱主甲板和遮蔽甲板（Shelter Deck），是鐵達尼號最長的甲板，此層設施包括148間頭等艙客房、頭等理髮店、僕人起居艙、船員起居艙、醫生辦公室、行李員辦公室和詢問處。船首端主要是船員餐廳，並且有一些機械設備。船尾端的井圍甲板是三等艙乘客另一個散步場所，這裡以樓梯和艉艛甲板連接，其下方是一些三等公共房間，如三等社交室和三等吸煙室；後端是主要的三等艙入口，可往下直接通往G層甲板。轉向齒輪室（或稱為舵機房）位於整個甲板的最後面。在中後段則有傭人餐廳，以及二等艙乘客專屬的散步走廊，由舷牆和艙壁遮擋。在長廊的中間是二等圖書室，其豪華程度相當於頭等艙的單鋪間。。

#### D層甲板
又稱交誼甲板（Saloon Deck），有三個大型公共空間佔地最廣——頭等接待室、頭等餐廳和二等餐廳，整層甲板的中間部分都還是頭等艙乘客的公共空間，這裡提供典型的英式餐點、派對活動和音樂表演；二等餐廳則在中後段；前段也有三等乘客可以使用的大型空間。頭等、二等和三等客艙也都分布在這一層甲板；這裡有50間普通的、更便宜的頭等艙客房，但仍然比E層甲板上的更好。前端是船員起居艙，這裡為108名生火員提供住宿和衛浴，中間有一個垂直的螺旋樓梯，往下直達底艙頂板的機房。

#### E層甲板
又稱上甲板，主要用於所有三等乘客住宿以及廚師、海員、服務員和機房工人的艙間。。

#### F層甲板

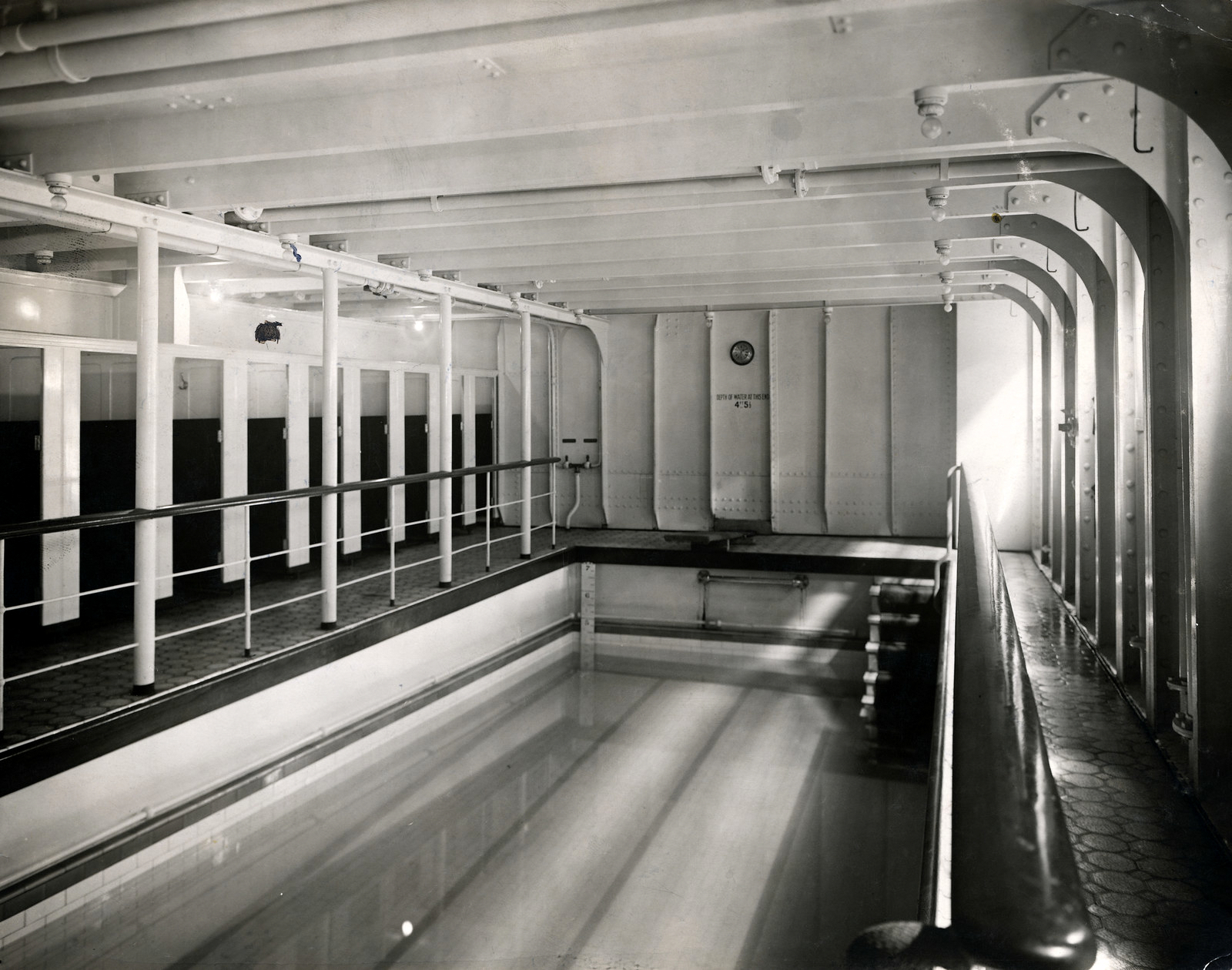
奧林匹克號的溫水游泳池。

又稱中甲板（Middle Deck），是最後一個完整的甲板，由防水艙壁分隔成12個部分。主要容納二等、三等乘客和船員的艙房。三等餐廳、三等廚房、三等麵包店及肉店都位於這一層。三等餐廳是該甲板上最大的獨立空間。此外這一層還有僅供頭等艙乘客付費使用的溫水游泳池及土耳其浴室。

#### G層甲板
又稱下甲板（Lower Deck），是位置最低的載客甲板，它的舷窗僅在水線上。主要的乘客設施只有三等客艙和頭等乘客專用的壁球室；郵局也位於這一層，在郵輪停靠碼頭時，英國皇家郵政的信件和包裹都在此交付。食品儲藏室、食品冷凍櫃、頭等艙行李室、貨艙、部分船員起居艙也都在這裡。整層甲板的中間部分都由鍋爐房、往復式發動機室和蒸汽渦輪發動機室的上部中斷，這部分禁止乘客出入。

#### 最下甲板與雙層底艙頂板
它們都低於水線以下。最下甲板的主要用途是儲存，前段是頭等行李艙、二等行李艙和郵件室，後段則是冷藏貨艙、煤倉、酒窖、食品儲藏室和各種車間。而底艙頂板是10層甲板中位置最低的，它位於船體內的底部，這裡提供大型鍋爐、往復式發動機、蒸汽渦輪發動機、供水加熱器、船舶製冷設備、泵送裝置、各種管道、閥門和其他輔助設備所需的作業平台。這層甲板由3個螺旋槳傳動軸艙、2個發動機室、6個鍋爐房、3個貨艙、艏尖艙和淡水儲存艙完全佔據，乘客不會看到這些區域、也不會遇到在這裡工作的336名機房工人，他們有專屬通道和頭尾兩端的樓梯，可以直達上方甲板的船員起居艙。

### 設施
奧林匹克級郵輪三艘船的乘客座舱共有 8 層乘客艙位，均分为頭等艙、二等艙和三等艙等级，各船之间的格局略有差异，但都提供給頭等艙乘客各種新穎的設施，一如白星航運公司極盡舒適與豪華的名聲所反映的那樣。與那些追求華麗裝飾的法國德國競爭對手相比，奧林匹克號更注重舒適柔和的優雅，就如英國莊園及豪華酒店風格一般。鐵達尼巨大的體積使她擁有了非同尋常的大房間，所有房間都配備了舒適、衛生、方便的最新技術。包間和公共空間煞費苦心地重現了歷史風格，並對細節和準確性精雕細琢。此外，還有各種各樣的娛樂和體育設施，在航行之中提供了充足的娛樂機會。部分客舱装备有浴室。二层可以享受包括私人的散步甲板。三层是一个巨大的餐厅，餐厅中有一座奥林匹克级邮轮独有的主樓梯或大樓梯，由堅實的英國橡木打造而成，其他頭等公共空間則呈現各種奢華氛圍、一个乔治亚风格的吸烟室、一个由棕榈树装饰的咖啡走廊、一个游泳池、土耳其浴室、健身房、以及一些其他用于饮食和娱乐的场所。
二等舱包括一个吸烟室、一个图书阅览室、一个宽敞的餐厅以及一台电梯，不列顛號的二等舱原還設有一個健身房，三等艙不如頭等艙或二等艙豪華，但住宿水準也比當時的其他許多船舶更好——鐵達尼號供應新鮮豐富的三餐、擁有公共衛浴設備——這對貧困的移民階級來說，是他們生平享受過最高級的生活條件，而且所有費用都包含在船票內，住宿設施中還包括數個公共聚集場所，也有足夠的開放甲板空間，與兩艘姊妹船相比，不列顛號為三等艙的乘客提供了更多的舒適感。

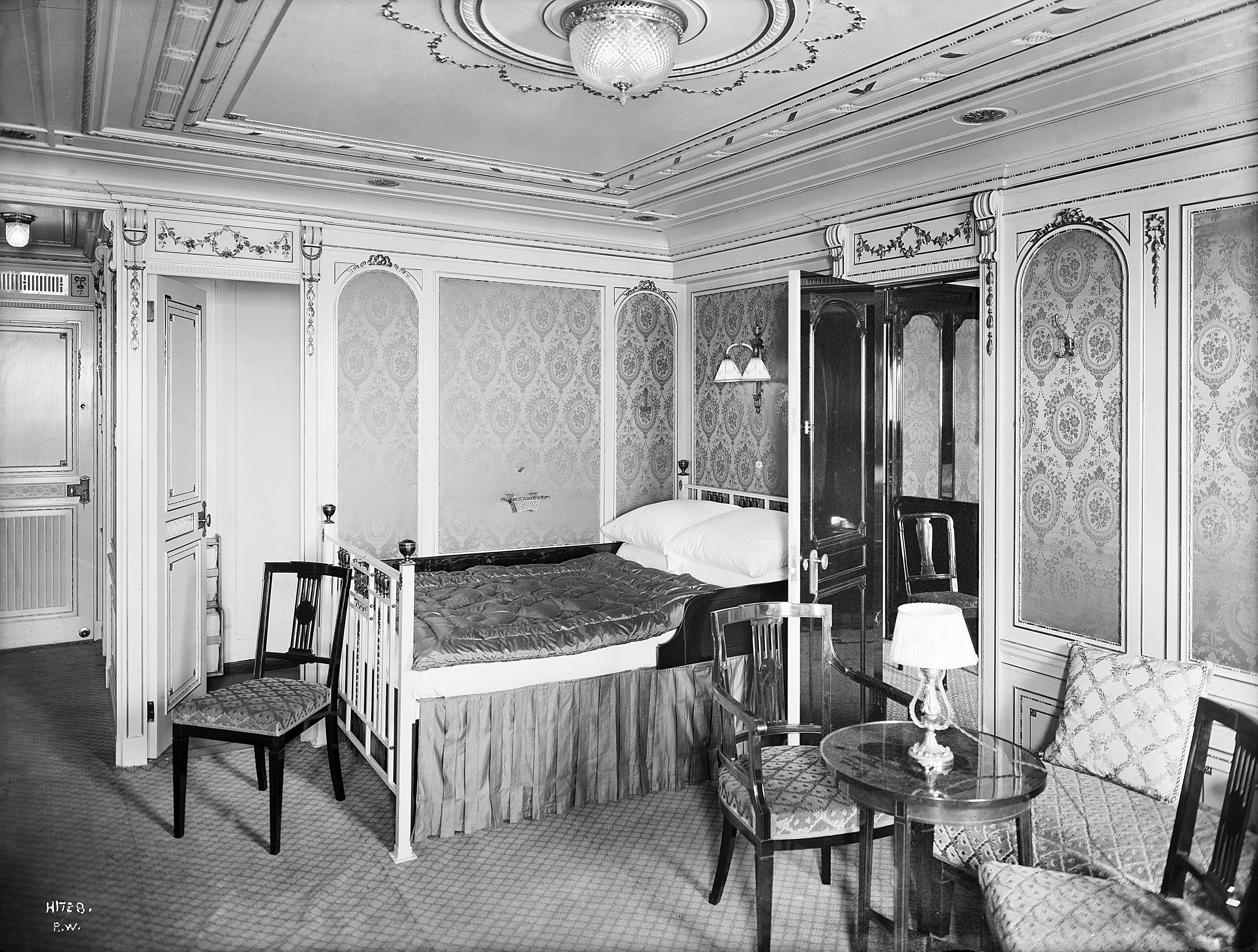
泰坦尼克号上的头等舱空間
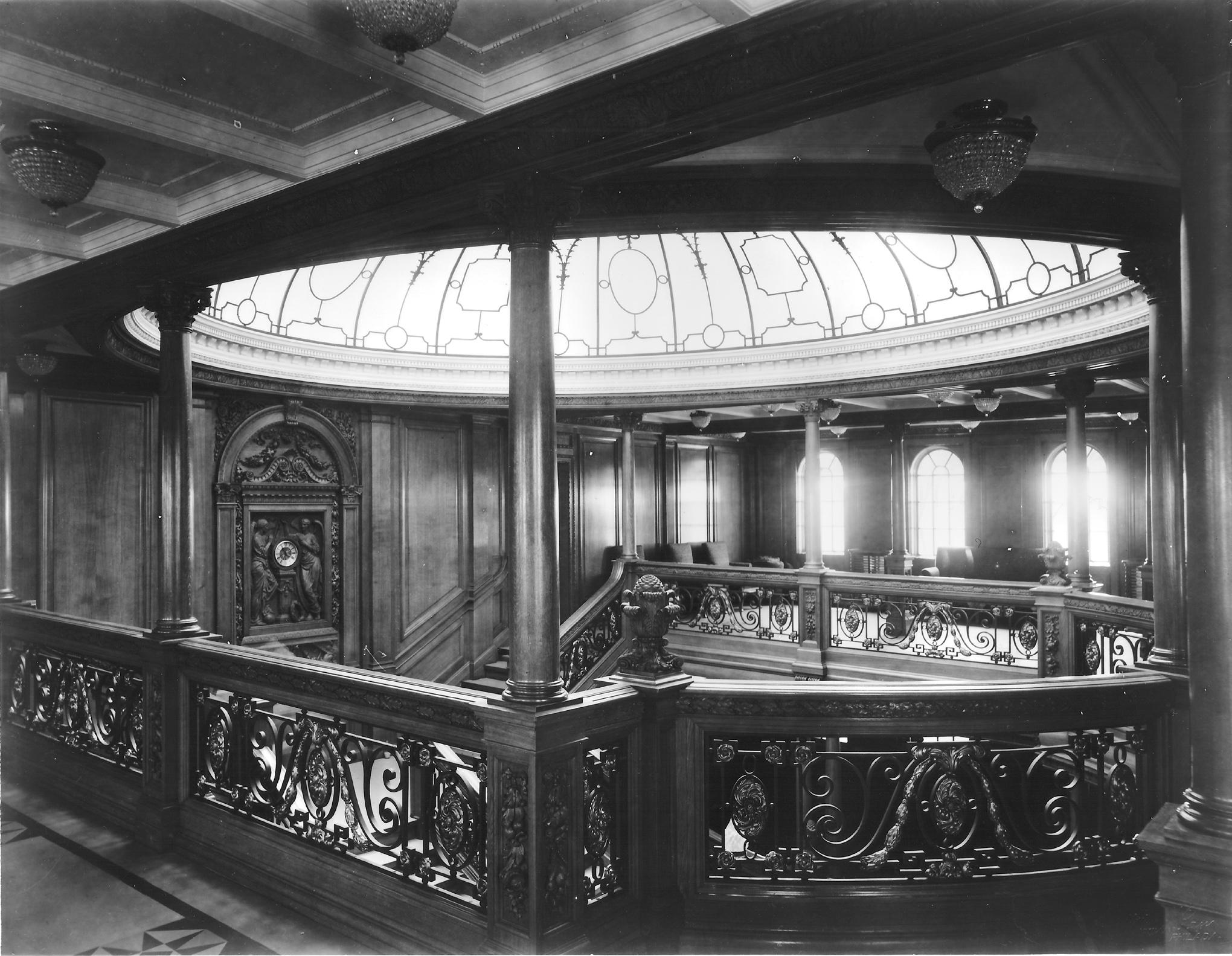
奧林匹克號的主樓梯圓頂
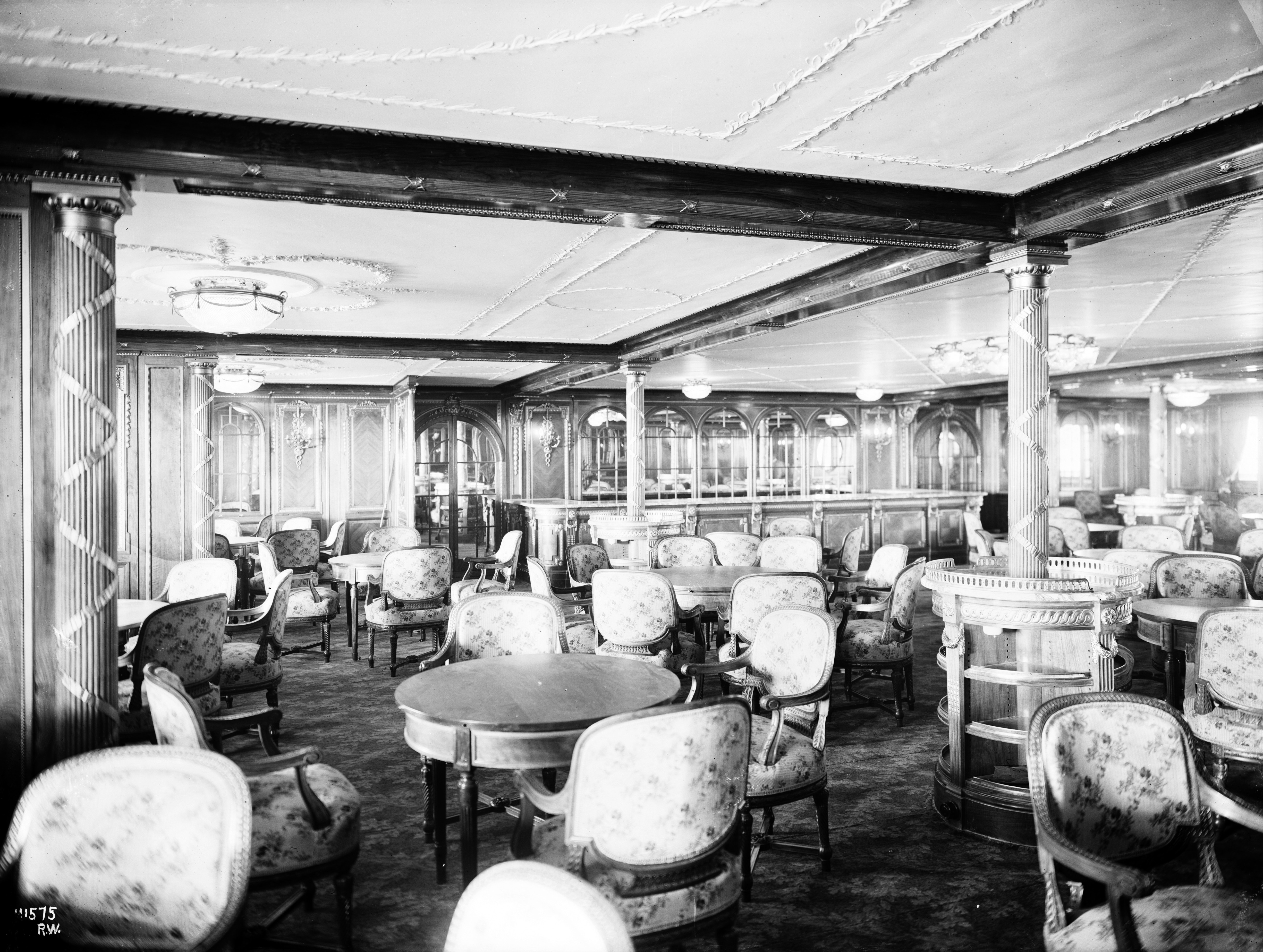
奧林匹克號A La Carte餐廳
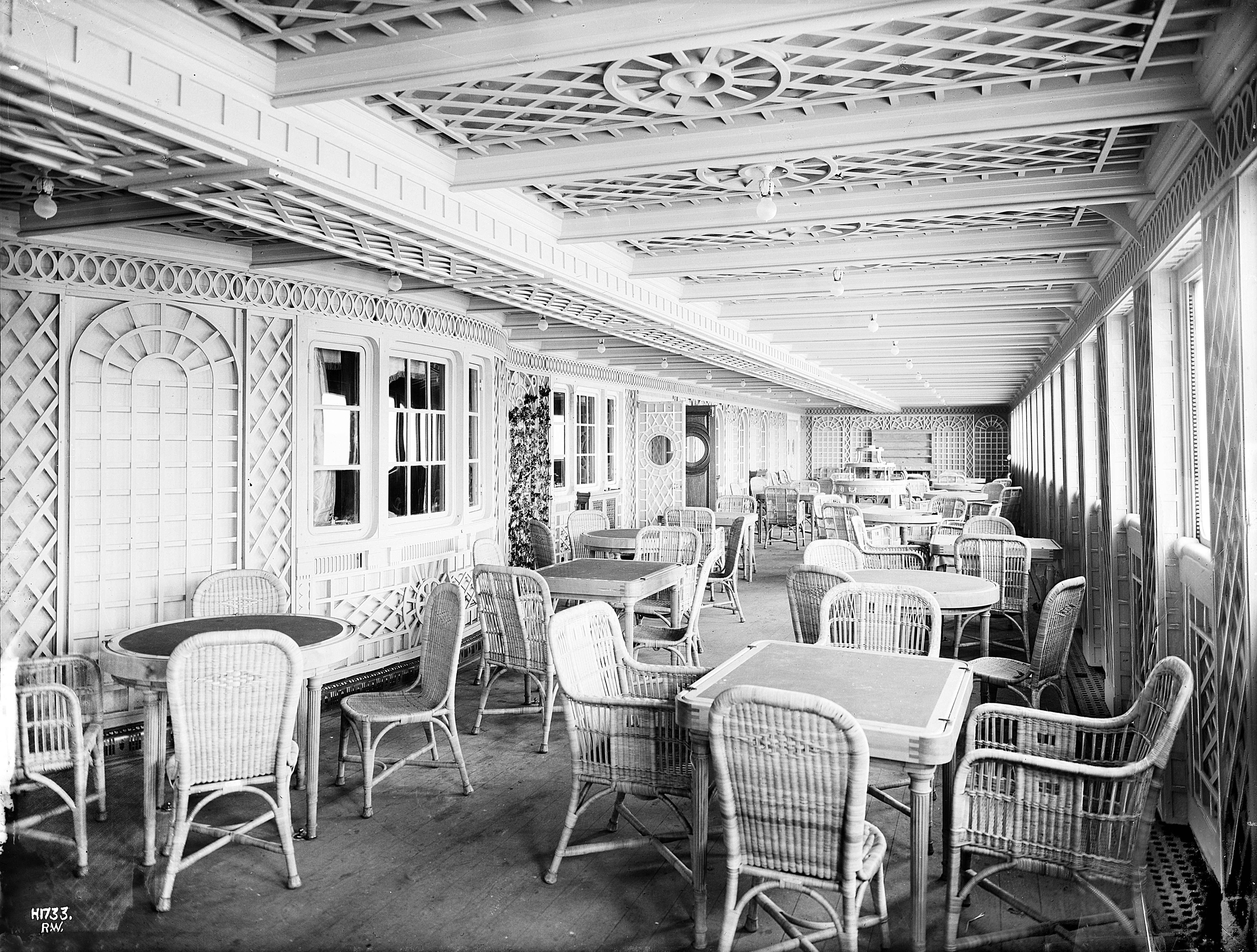
鐵達尼號的Parisien咖啡館
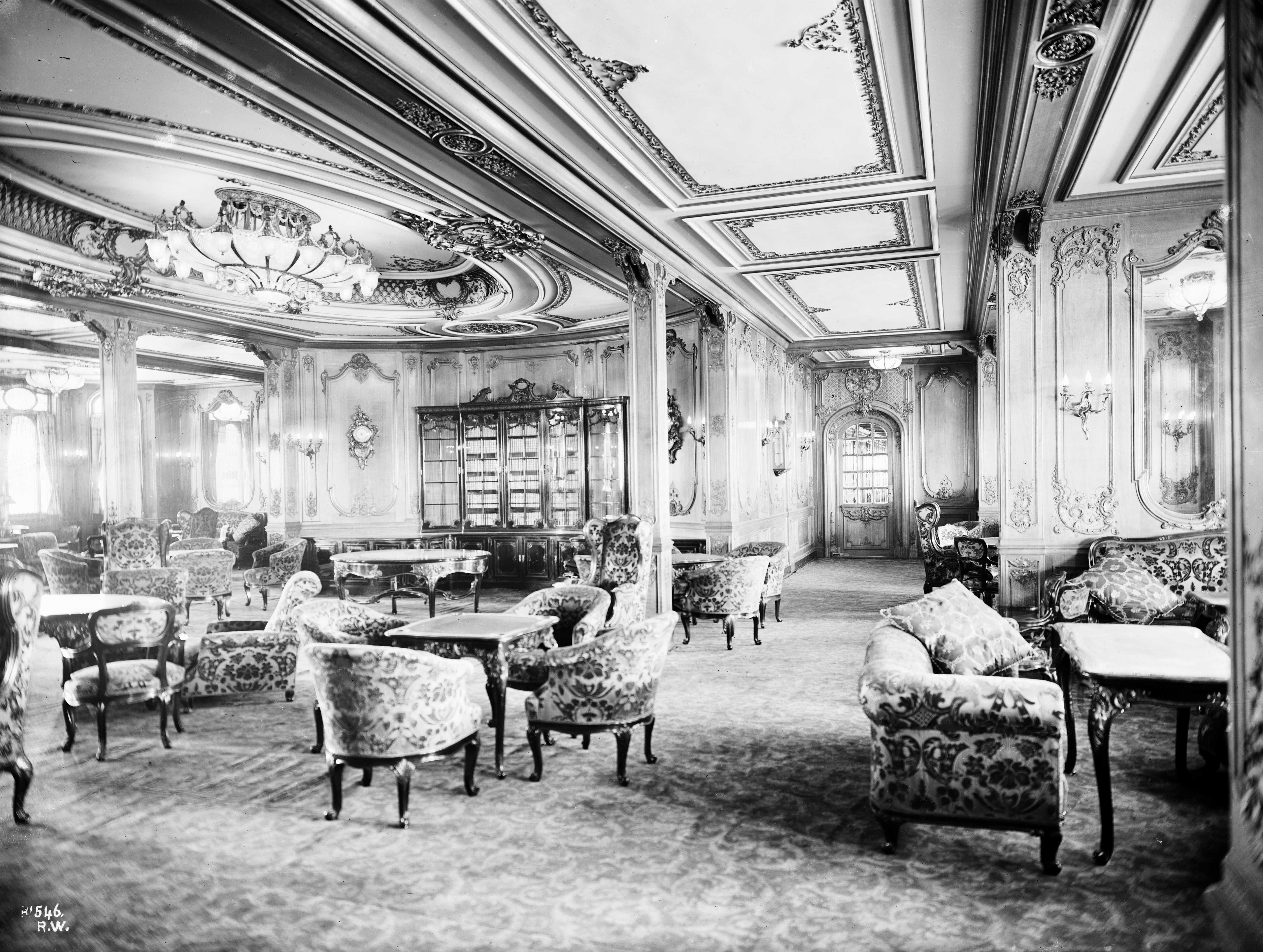
奧林匹克號頭等艙休息室
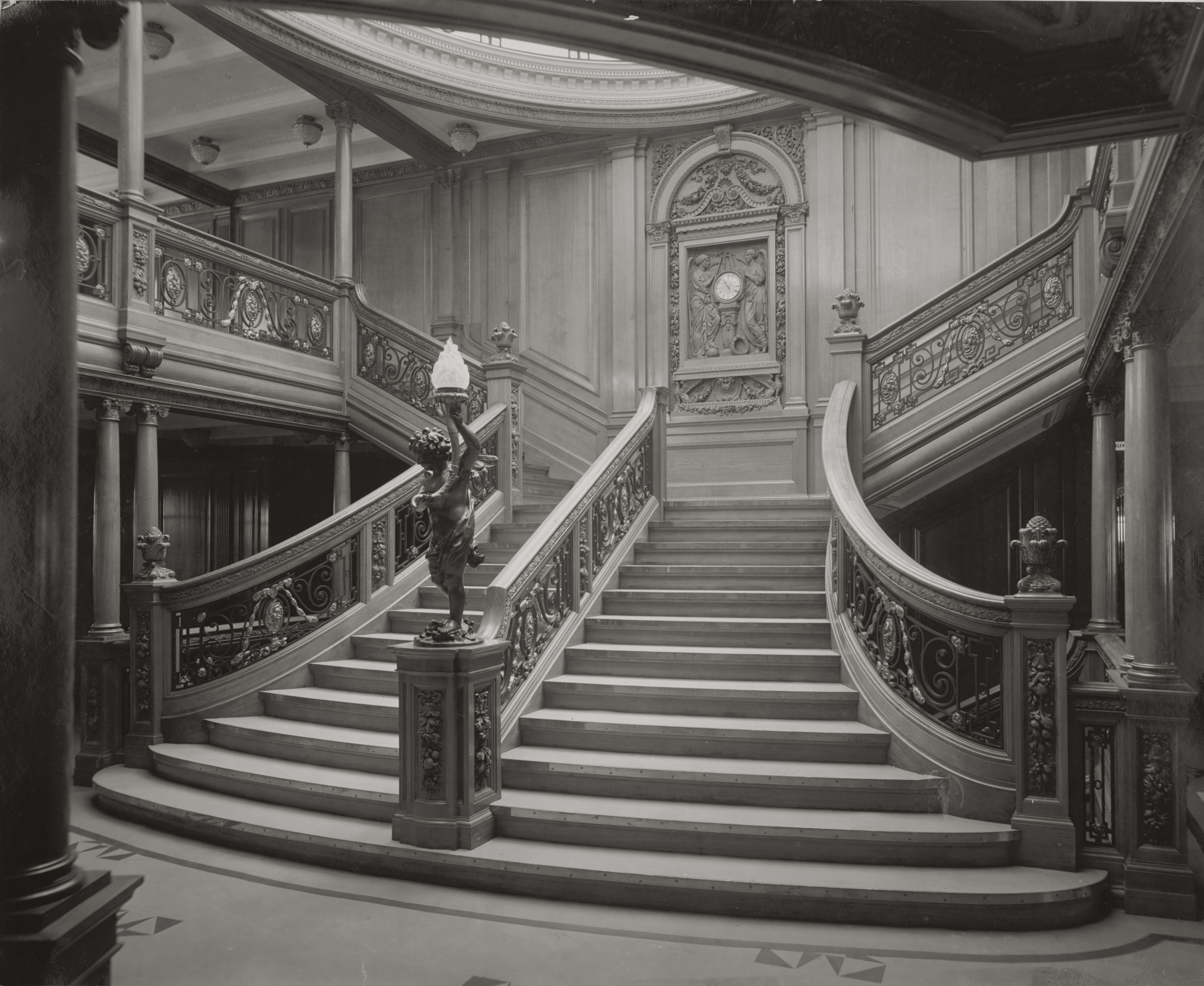
奧林匹克號上的主樓梯
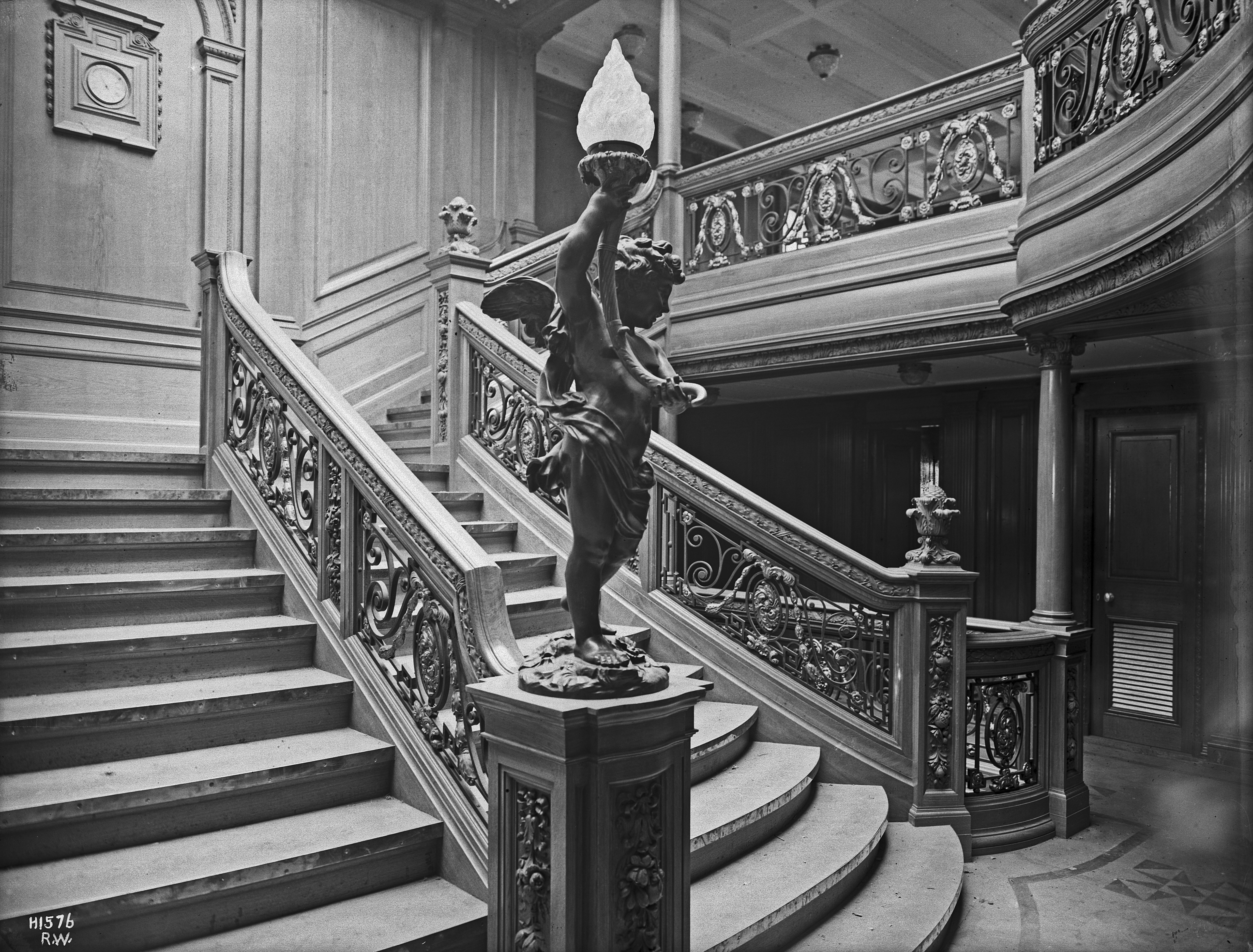
奧林匹克號上的船尾主樓梯
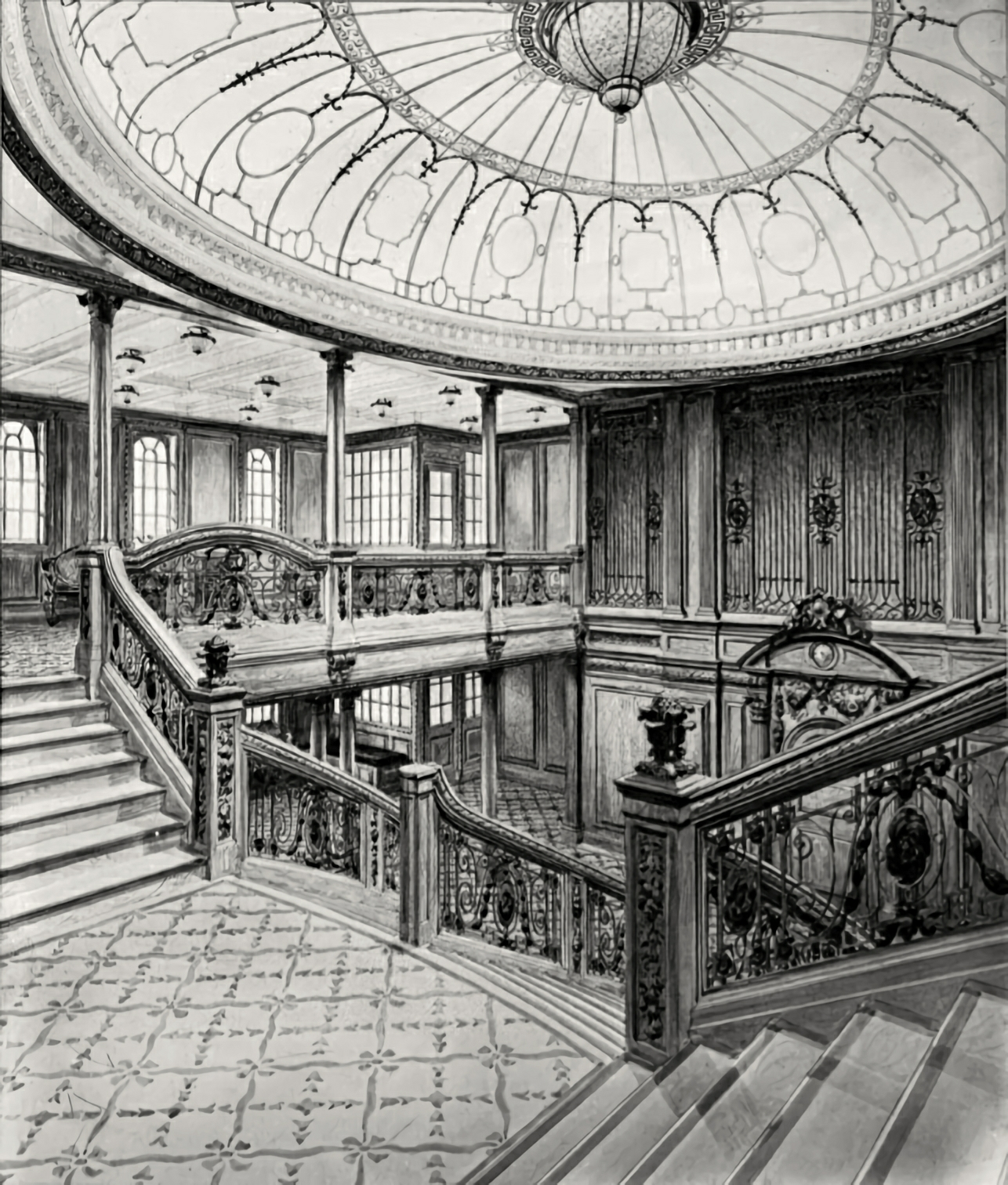
不列顛號未能實現的主樓梯設計

## 履历

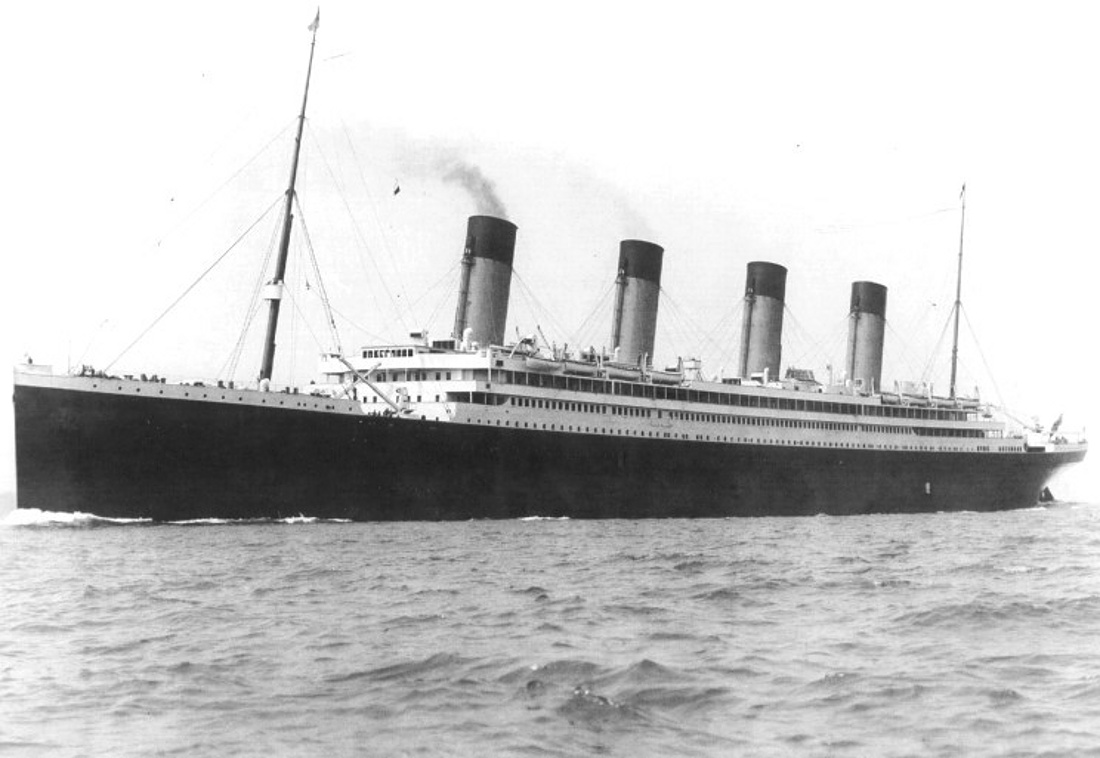
奥林匹克号在海试中。

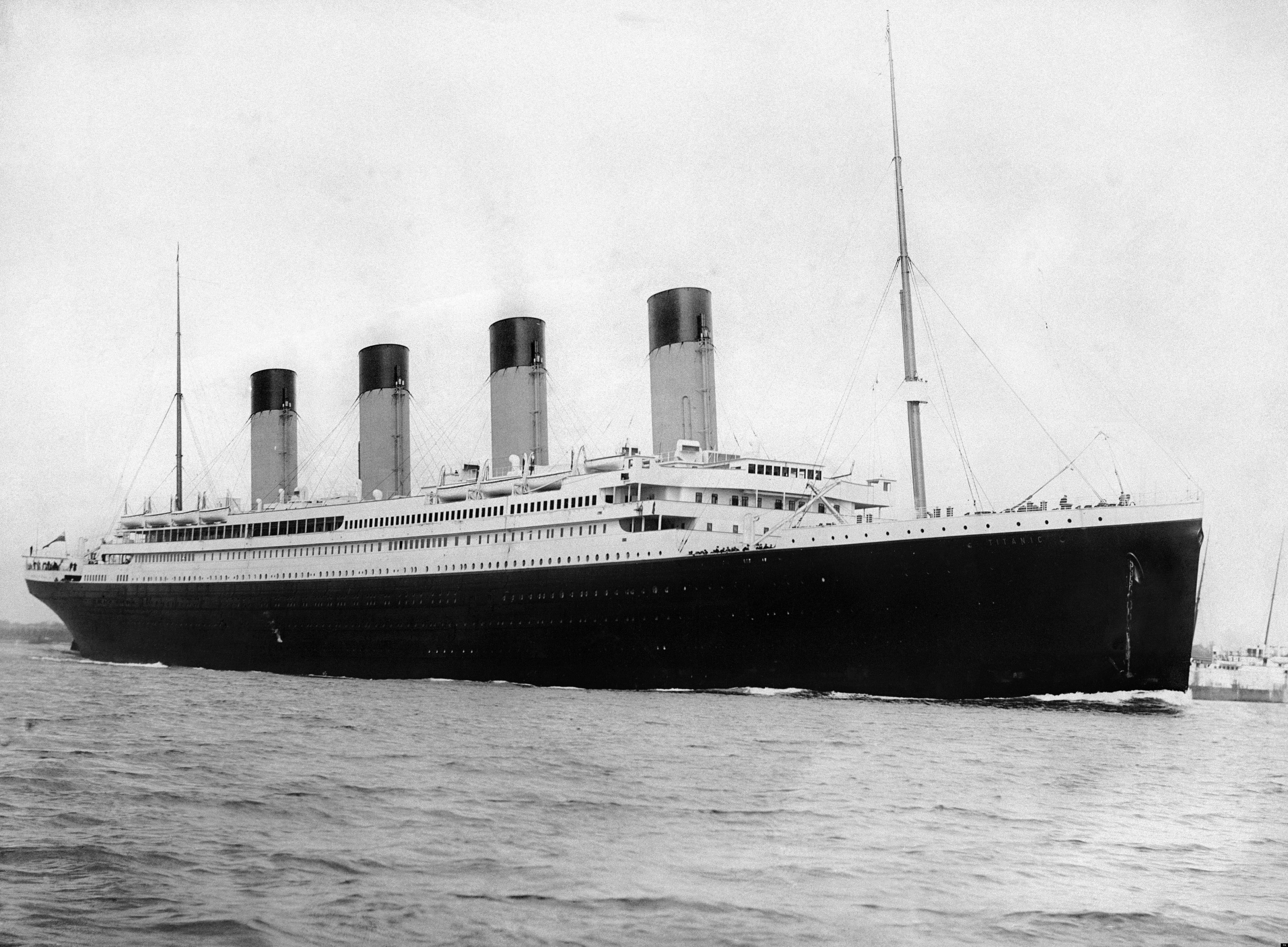
泰坦尼克号正在离开南安普敦

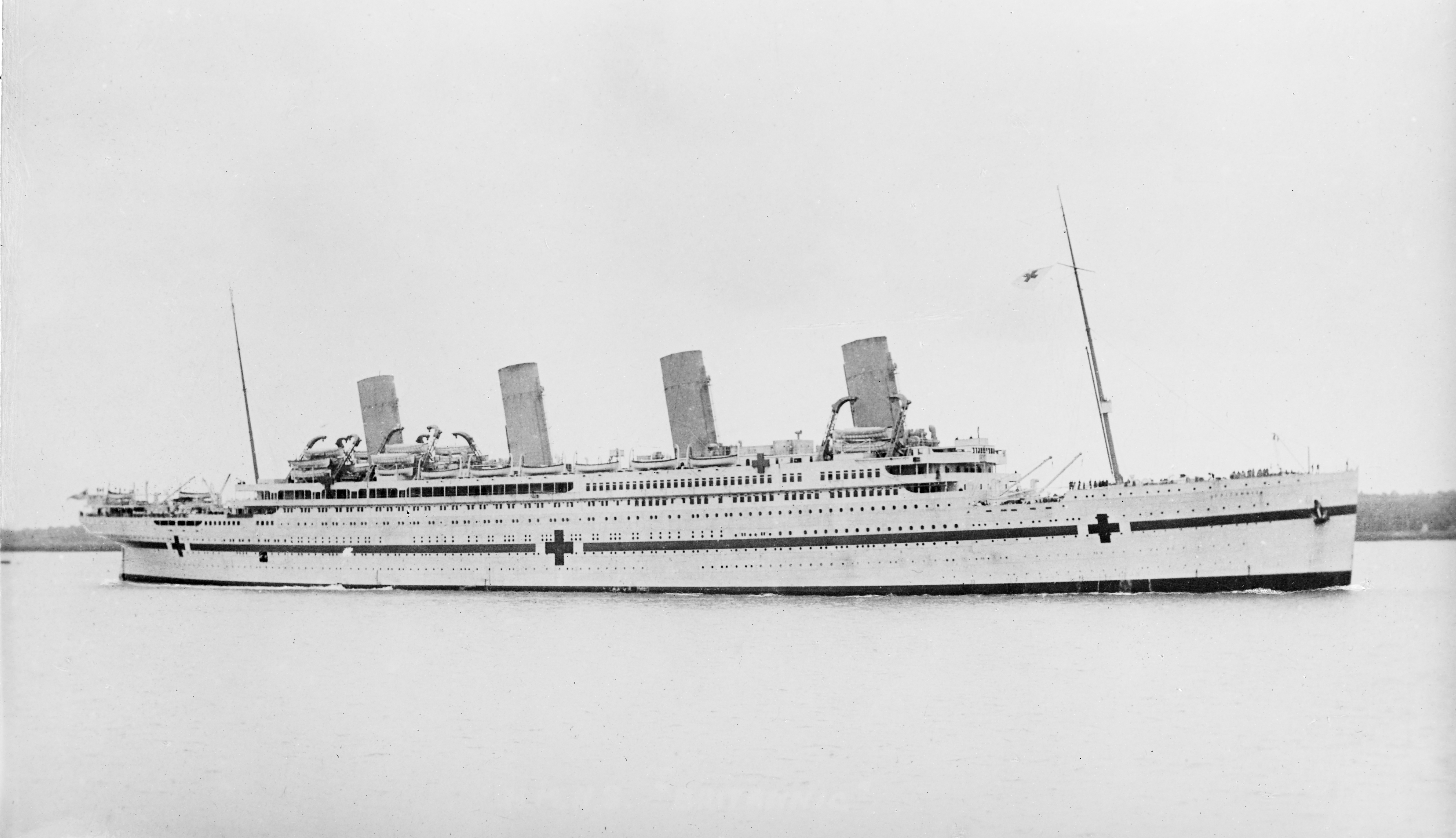
大不列颠号作为医疗船

### 奥林匹克号
奥林匹克号（RMS Olympic）於1908年12月16日在哈蘭·沃爾夫船廠開工，作為奧林匹克級郵輪中的1號艦。全船共有16個新式電動水密艙，宣稱即使4個艙室進水仍不會沉沒。全船29台鍋爐總共可輸出50,000匹馬力，平均航速達到21節，最大航速可達23節，以其體型來說，絕對是當時的高速郵輪。奥林匹克号的命運曲折，在其下水時間還不久時就曾和別船發生擦撞事故，之後又受到其同型船鐵達尼號沉沒的影響；但後來在第一次世界大戰期間成為世界上唯一一艘擊毀潛艇的郵輪。
儘管在她的生涯後期進行了重大改造，但奧林匹克號仍在努力與她的新競爭對手競爭。1934年白星和冠達合併後，奧林匹克號於1935年停止服務，最終這艘傳奇巨輪被拆毀，船上的部分裝備至今仍能找到。

### 泰坦尼克号
鐵達尼號（RMS Titanic）於1911年5月31日下水，作為奧林匹克級郵輪中的2號艦，由於奧林匹克號的持續維修，使她的試運行略有延遲。這艘船於1912年4月10日離開南安普敦港開始她的處女航，然而在4月15日，泰坦尼克号在外海因撞击冰山，最終沈沒，共造成船上2,224人中有1,514人死亡，使其成為歷史上和平時期最致命的海上災難之一。

### 不列颠号
不列颠号（RMS Britannic）于1914年下水，白星航運本希望将此船作为跨大西洋航线的营运。但是不列颠号下水不久，恰逢第一次世界大战的爆发而被征用为医疗船（HMHS Britannic）。期间，不列颠号进行了五次战时航行，都成功返回。但是在1916年11月21日，不列颠号在希腊海域被德國潛艇以魚雷擊沉。

## 遗产

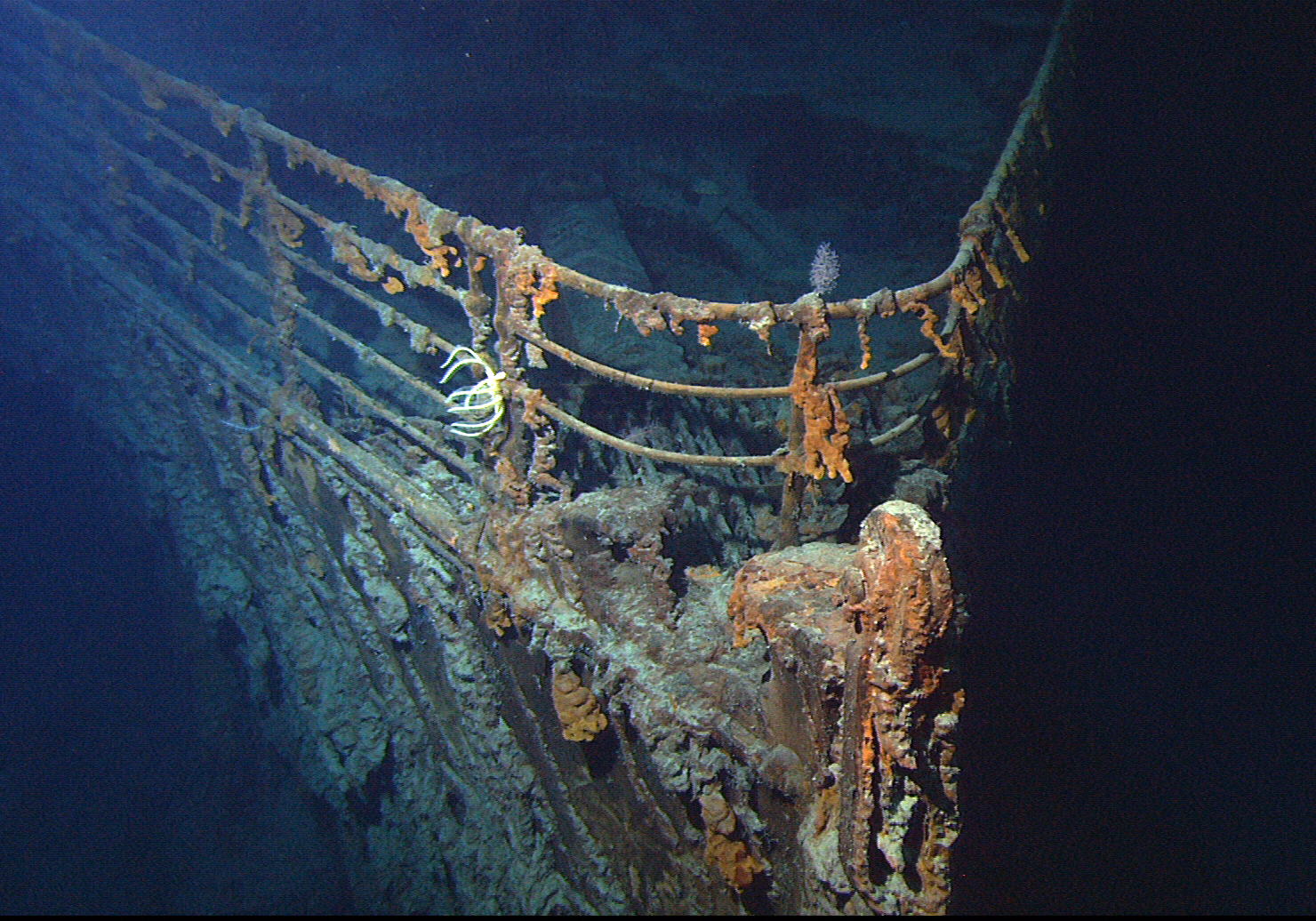
鐵達尼號殘骸的船頭

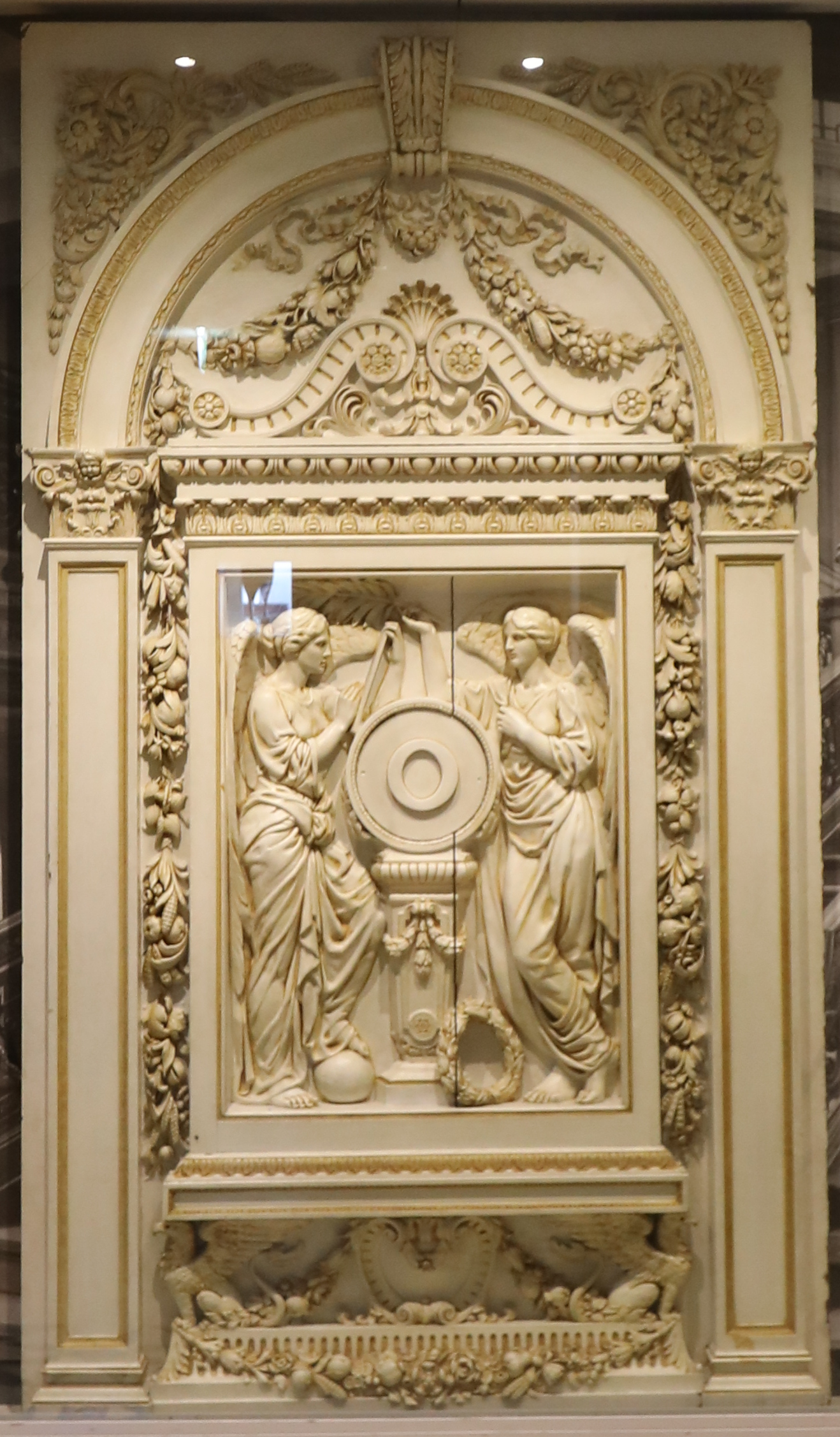
奧林匹克號頭等艙主樓梯時鐘，現由海洋城市博物館收藏

當鐵達尼號和不列颠号相繼沈沒後，由於不列颠号沉沒的確切位置已知且位置較淺，使得該船於1975年由雅克-伊夫·庫斯托（Jacques Cousteau）發現。許多外部結構特徵仍然完好無損，包括螺旋槳，以及大量的上層建築和船體，然而鐵達尼號的下落依然處在未知的狀態，1985年，羅伯·巴拉德（Robert Ballard）和吉恩-路易·米歇爾（Jean-Louis Michel）執行美國海軍的絕密任務時，成功發現了距下沉位置 25 公里。殘骸位於約 4,000 米深的鐵達尼號殘骸，殘骸斷成兩段，相距約600米。船首保存相對完好，儘管於沉沒時撞擊海床，且經過了多年腐蝕，但很多內飾依然保存至今。相比之下，船尾部分則已經完全毀壞。成百上千的殘骸碎片分布在周圍。

### 文化遗产
世界各地有多棟博物館和展覽向這三艘船隻和兩件悲劇致敬，並激發了許多電影、小說，甚至音樂劇和電子遊戲的創作。1937年奧林匹克號曾提議被設置成一個浮動酒店，但該項目最終被取消了。然而，它的裝飾元素被拍賣，當前部分設施還能在白天鵝賓館找到。

### 書籍
- Gill, Anton. . Channel 4 Books. 2010. ISBN 978-1-905026-71-5.
- Hutchings, David F.; de Kerbrech, Richard P. . Sparkford, Yeovil: Haynes. 2011. ISBN 978-1-84425-662-4.